# شهرستان خانکایسکی
شهرستان خانکایسکی (به لاتین: Khankaysky District) یک شهرستان در روسیه است که در سرزمین پریمورسکی واقع شده‌است.